# Mercedes-Benz O 407
 (mai 2024).
Le Mercedes-Benz O 407 est la variante autocar interurbain des autobus standard de Daimler-Benz et il a été construit de 1987 à 2001 sur la base du prototype Ü 80 construit par les ateliers automobiles de Falkenried.

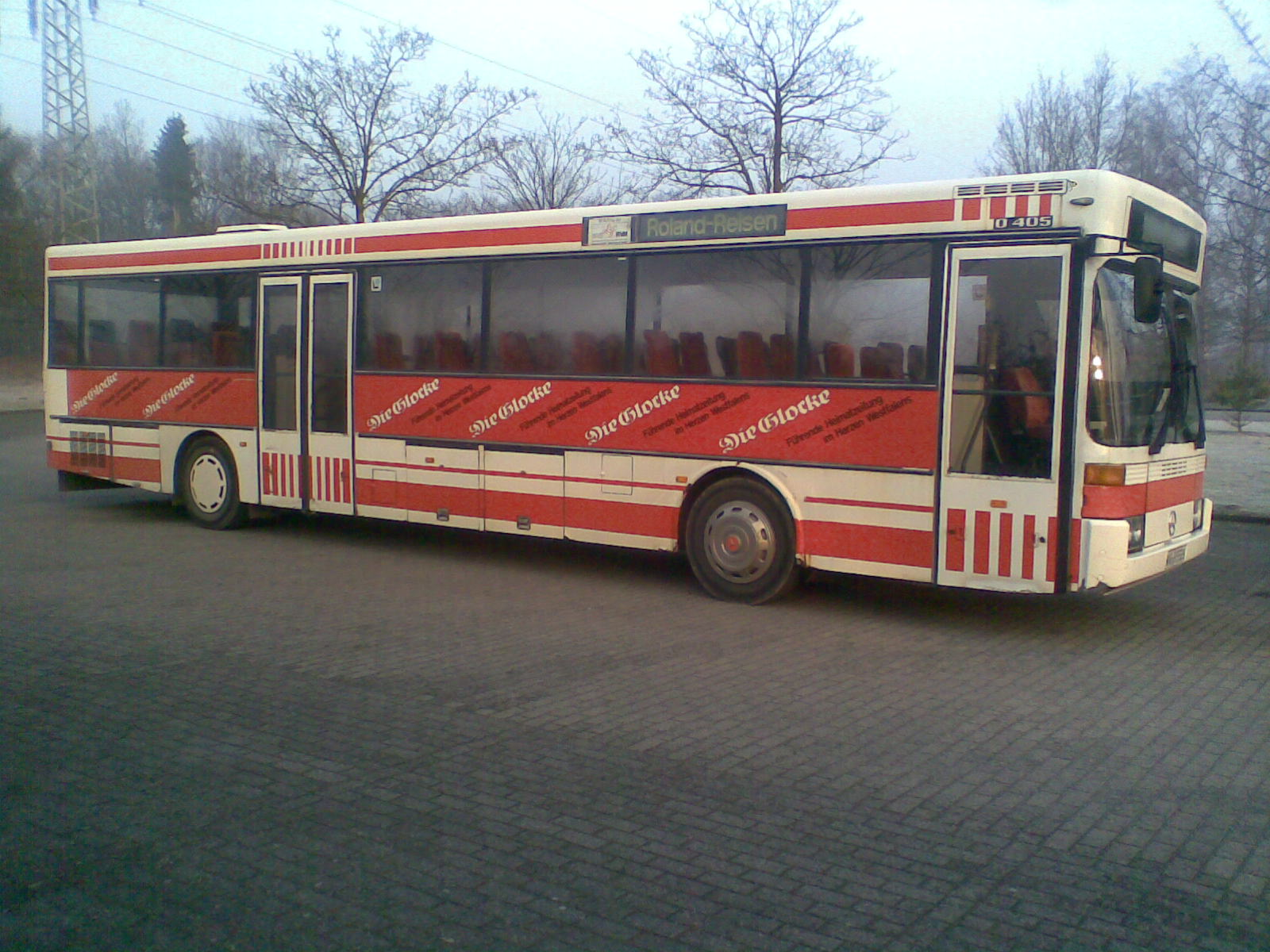
Dernier (sur cinq construits précédemment) Mercedes-Benz Ü 80 (prototype de l'O 407) en service en Allemagne (en juillet 2011)

Comparé à la variante autobus urbain de l'époque, le Mercedes-Benz O 405, l'O 407 avait une longueur totale de 11,9 mètres (11,5 m pour l'O 405) et un plancher plus élevé dans l'habitacle pour accueillir les coffres disponibles en option.
À l'extérieur, la version standard de l'O 407 se reconnaît, outre ses dimensions plus grandes, à l'entrée avant étroite avec une porte battante vers l'extérieur à un seul vantail et à la porte arrière battante vers l'extérieur à deux vantaux. Le pare-brise d'une seule pièce et plus grand, avec l'affichage de destination étroit sur une seule ligne au-dessus et les entrées d'air sur le côté, est également frappant, qui pouvait aussi par la suite être installé sur demande sur l'O 405; Cependant, des véhicules équipés d'un pare-brise divisé ont également été fabriqués. Le large affichage de destination à deux lignes de l'O 405 pouvait également être commandé en option, tout comme l'O 405 était également disponible avec l'affichage de destination à une ligne de l'O 407.
L'O 407 était exclusivement fabriqué en tant que véhicule à plancher surélevé. Il n'y avait pas de variantes articulées ou à plancher surbaissé de l'O 407, celles-ci étaient basées sur la gamme O 405 en raison de leurs dimensions (longueur de carrosserie, empattements et hauteur de plancher). Un certain nombre d'autobus articulés des compagnies de bus régionales de la Deutsche Bahn étaient souvent livrés avec l'affichage de destination à une seule ligne de l'O 407, mais il s'agissait ici d'O 405 G car, en plus des mêmes dimensions de véhicule, ils étaient également équipés de portes battantes à double battant pour autobus urbain à l'avant pour un passage en double sens. Cela s'appliquait également à une petite série d'autobus articulés, qui n'avaient que la simple porte battante vers l'extérieur de l'O 407 et l'inscription «O 407 G», qui fut parfois appliquée plus tard. Cependant, l'entrée rétrécie par la porte d'entrée à un seul vantail présentait les marches des autobus articulés des compagnies de bus régionales avec passage en double sens pour atteindre l'allée centrale, et les hauteurs de sol et les séparateurs de fenêtres correspondaient également à ceux de la gamme O 405. La désignation de type O 407 ou O 407 G - le G n'était pas présent sur tous les véhicules de cette gamme - venait du fait que le vantail en verre de la porte d'entrée était en fait un élément unique de la gamme O 407, qui portait généralement l'inscription préfabriquée «O 407» correspondante. Le «G» n’a été ajouté que plus tard et décentré sur certains véhicules. Cependant, ces véhicules étaient conçus et nommés en interne - à la différence de l'inscription extérieure - sous le nom d'O 405 G,,.
La situation est similaire avec un véhicule appelé «O 407 N», qui est un O 405 N structurellement inchangé avec une plaque signalétique modifiée par la suite. Les seules caractéristiques distinctives entre les variantes urbaines et interurbaines sont la longueur plus longue de l'empattement du véhicule et la hauteur plus élevé de l'autobus interurbain. L'autobus interurbain à plancher surbaissé, développé plus tard à partir de l'O 405 N, portait le nom d'O 405 NÜ. Sur les modèles O 305/O 307 précédents, différentes faces avant, agencements de portes ou de sièges passagers pouvaient également être combinés entre eux.
Les véhicules étaient proposés avec des moteur Diesel de 240 ch, et également de 250 ou 299 ch à partir de 1989. Une boîte de vitesses manuelle G O 4/95-5/5.1 à 5 rapports était installée en standard. Une transmission G O 4/105-6/7,2 à 6 vitesses synchronisées ou la transmission automatique W 4 A 110 de Daimler-Benz à quatre vitesses était disponible moyennant un supplément; plus tard, la transmission 5 HP 500 de ZF à cinq vitesses était disponible.
Comme l'O 405, l'O 407 pouvait également être équipée de la climatisation et d'un frein d'arrêt. Comme pour l'O 405, trois variantes de sièges étaient proposées d'usine, basés sur un siège baquet en plastique, qui pouvait être commandé soit avec le choix de trois niveaux de confort (de K1 à K3) soit avec aucun, les sièges avaient soit des coussins d'assise et un dossier finement rembourrés, soit un rembourrage complet. Habituellement, du tissu en velours était utilisé pour ces derniers. Pour l'O 407, un revêtement de coussins plus confortable a été choisi en raison des temps de trajet en moyenne plus longs par rapport aux services urbains réguliers. Dans la gamme de modèles ultérieure, les sièges dits à haute résistance de l'O 408 étaient également proposés. En outre, les sièges pouvaient également être commandés auprès de fournisseurs tiers. Des sièges passagers pouvaient, en option, être montés sur les plates-formes de l'habitacle; pour un service occasionnel, en plus des coffres, deux doubles sièges supplémentaires amovibles étaient disponibles à la place de l'espace poussette en face de la porte arrière afin que tous les passagers puissent être assis dans l'autobus. L'O 407 comptait alors 53 places (sinon 49 en service régulier). L'O 407 était équipé de porte-bagages sur toute la longueur du toit au-dessus des sièges, qui pouvaient également être commandés pour l'O 405.
En 1992, l'O 407 a subi une première petite mise à niveau du modèle. Les portes étaient désormais vitrées du sol au plafond et l'intérieur était conservé dans un ton de base gris au lieu de marron clair. Au cours de ce processus, des trappes de toit plus grandes pouvant servir de sortie de secours ont également été installées.
Depuis les années 2010, l'O 407 n'est principalement trouvé qu'en tant qu'autobus scolaire, véhicule de remplacement, qui remplace souvent des véhicules d'entreprises de transport régionales, ou pour des entreprises privées. Ces véhicules ne sont plus guère utilisés pour des services réguliers, car les appels d'offres des services de transport exigent souvent un âge maximum limité ou une accessibilité des véhicules comme condition d'attribution. En raison de leur robustesse et de leur technologie encore conventionnelle, les O 407 étaient des véhicules recherchés pour l'exportation.

## O 408, la version excursion

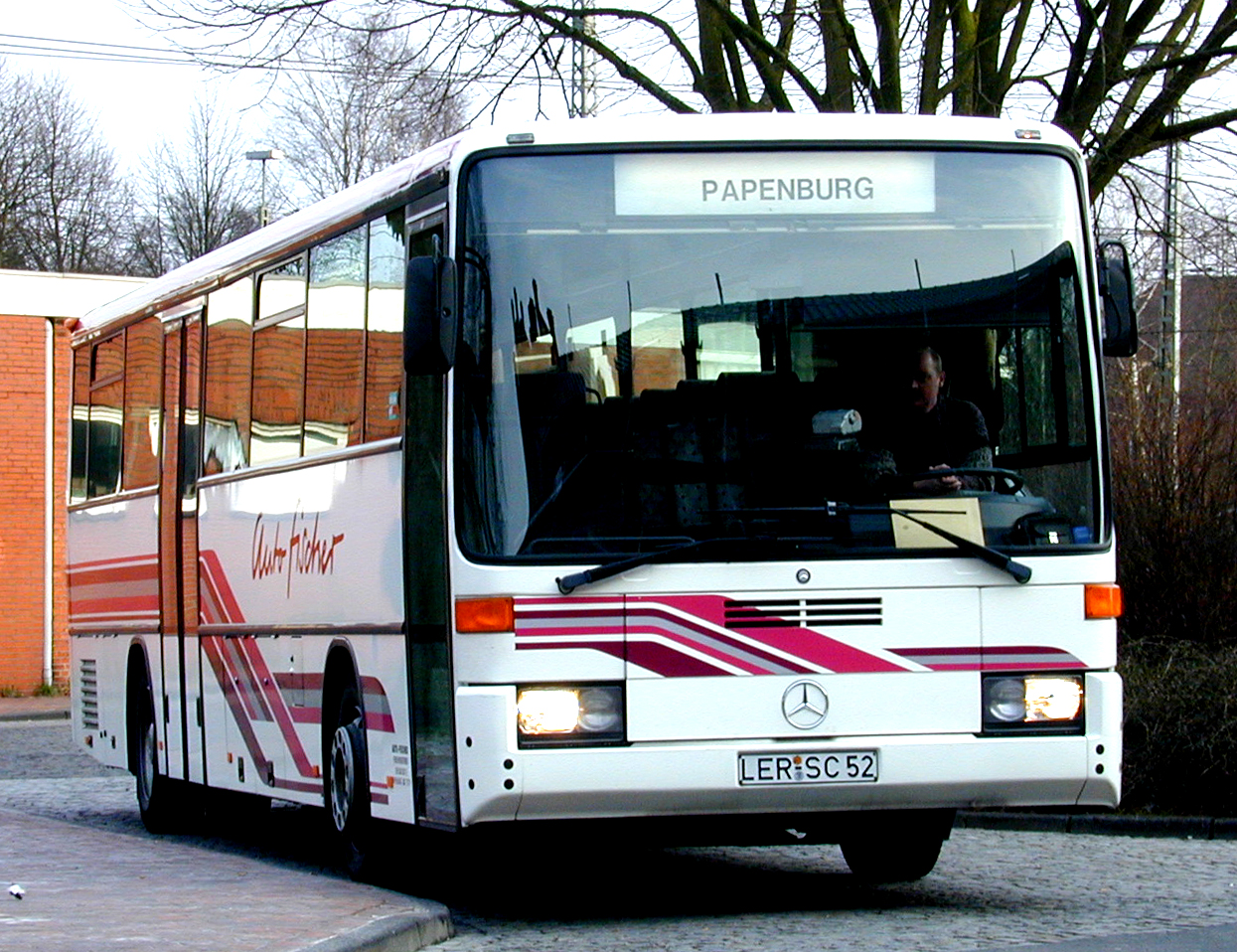
Mercedes-Benz O 408 en service régulier

Afin de combler l'écart entre les autobus réguliers et les autocars, Daimler-Benz a présenté le Mercedes-Benz O 408 en 1989 en tant qu'autobus compact pouvant être utilisé aussi bien dans les services réguliers que pour des excursions. En termes de technologie et de dimensions, ce véhicule correspondait largement au modèle original, l'O 407; La principale différence entre l'O 408 résidait dans son pare-brise incurvé et dans ses vitres latérales qui s'étendaient jusqu'au bord du toit et étaient dotées de boîtes tout autour à l'intérieur. L'espace conducteur avec le cockpit standard et le tableau de paiement en option correspondaient à celui de la version standard de l'O 407, mais les coffres, les sièges (rigides) avec dossiers hauts, les rideaux et les porte-bagages dans l'habitacle rendaient également l'O 408 adapté aux excursions. L'O 408 disposait de la même gamme de moteurs et de transmissions que son modèle de base, l'O 407. En 1996, l'O 408 a été remplacée par l'O 550 «Integro», mais la production de l'O 408 ne s'est arrêtée qu'en 1998.